# Heteropoda striatipes
Heteropoda striatipes este o specie de păianjeni din genul Heteropoda, familia Sparassidae. A fost descrisă pentru prima dată de Leardi în anul 1902. Conform Catalogue of Life specia Heteropoda striatipes nu are subspecii cunoscute.